# Serrania Dariense
Serrania Dariense, eller Cordillera Dariense, är en öst-västlig bergskedja i departementet Matagalpa i centrala Nicaragua. Området är känt för sina kaffeodlingar.